# گئورگی چرکلوف
گِئورگی چِرْکِلُف (به بلغاری: Георги Черкелов، به لاتین: Georgi Cherkelov)‏ (۲۵ ژوئن ۱۹۳۰ – ۱۹ فوریهٔ ۲۰۱۲) هنرپیشه سینما و تئاتر اهل کشور بلغارستان بود. او یکی از سرشناس‌ترین بازیگران بلغارستان در دهه‌های اخیر بود.
چرکلف بین سال‌های ۱۹۵۶ تا ۲۰۱۱ میلادی فعالیت می‌کرد. از فیلم‌هایی که او در آن‌ها نقش داشته‌است می‌توان به آسپاروخ خان اشاره کرد.